# Fata
Fata (łac. Diocesis Fatensis) – stolica historycznej diecezji w Cesarstwie rzymskim w prowincji Numidia zlikwidowana w VII w. podczas ekspansji islamskiej, współcześnie w północnej Algierii. Obecnie katolickie biskupstwo tytularne. 

## Biskupi tytularni
| Lp. | Biskup                         | Funkcja                              | Od               | Do              |
| --- | ------------------------------ | ------------------------------------ | ---------------- | --------------- |
| 1   | Franz Sales Zauner             | biskup koadiutor Linz (Austria)      | 22 czerwca 1949  | 1 stycznia 1956 |
| 2   | Odilo Etspueler                | biskup-prałat Bangued (Filipiny)     | 20 sierpnia 1956 | 18 lutego 1978  |
| 3   | Daniel Labille                 | biskup pomocniczy Soissons (Francja) | 26 czerwca 1978  | 16 lutego 1984  |
| 4   | Paul Kazuhiro Mori             | biskup pomocniczy Tokio (Japonia)    | 3 grudnia 1984   | 2 września 2023 |
| 5   | Alcivan Tadeus Gomes de Araújo | biskup pomocniczy Paraíby (Brazylia) | 7 listopada 2023 |                 |